# Stazione di Imperatore Federico
La stazione di Imperatore Federico, anche nota come Imperatore Federico-Stadio è una fermata ferroviaria della città di Palermo, posta sulla linea per il porto, nonché fermata del futuro anello ferroviario di Palermo.
Prende il nome dalla via Imperatore Federico, su cui si trova il fabbricato viaggiatori.

## Storia
La fermata venne attivata nel 1990, nell'ambito del progetto del servizio ferroviario metropolitano di Palermo.

## Strutture e impianti
Il fabbricato viaggiatori è una moderna struttura prefabbricata, costruita in fregio alla via Imperatore Federico e collegata al marciapiede tramite una scala fissa, una scala mobile e un ascensore idoneo all'accoglimento di carrozzine per disabili.
La fermata conta un solo binario, posto in trincea e servito da un marciapiede coperto da una pensilina.

## Movimento
La fermata è servita dai treni regionali in servizio sulla tratta Palermo Notarbartolo-Giachery, parte del servizio ferroviario metropolitano di Palermo. I treni sono eserciti da Trenitalia e cadenzati a frequenza semioraria, e si effettuano nei soli giorni feriali.

## Servizi
- Biglietteria automatica